# Halston Sage

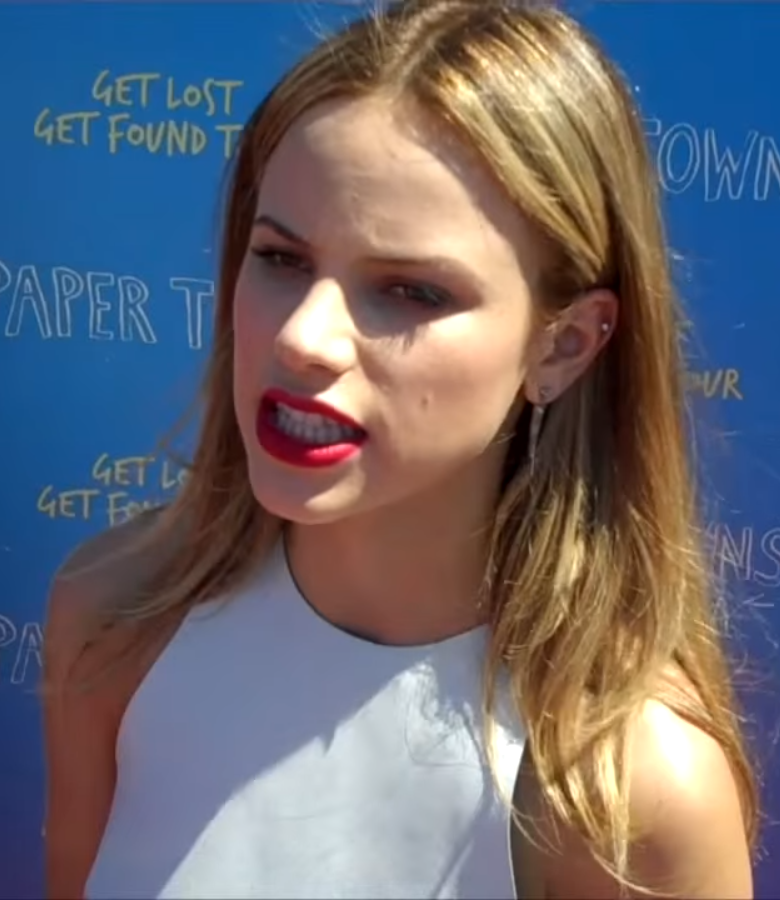
Halston Sage, 2015

Halston Sage (* 10. Mai 1993 in Los Angeles, Kalifornien; bürgerlich Halston Jean Schrage) ist eine US-amerikanische Schauspielerin und Sängerin.

## Leben
Halston Sage wuchs in ihrer Geburtsstadt Los Angeles auf. Ihre Karriere begann 2011 mit einem Gastauftritt in Victorious und 2012 in Bucket & Skinner. Danach erhielt sie eine Rolle in der romantischen Komödie The First Time – Dein erstes Mal vergisst du nie! an der Seite von Britt Robertson und Dylan O’Brien. Ihren Durchbruch schaffte Sage 2012 mit der Rolle der Grace King in der Nickelodeon-Serie How to Rock. Im Mai 2013 war sie an der Seite von Emma Watson in The Bling Ring zu sehen und übernahm im gleichen Jahr in Kindsköpfe 2 eine Nebenrolle. Sie spielte die Nebenrolle der Amber Fitch in der 2014 erschienenen Fernsehserie Crisis. Außerdem spielte sie im Film Margos Spuren von Jake Schreier.
In der ersten und zweiten Staffel (2017–2019) spielte sie in der Science-Fiction-Serie The Orville  die Xelayanerin Alara Kitan, Sicherheitsoffizierin des titelgebenden Raumschiffs Orville. Für eine Folge der dritten Staffel kehrte sie 2022 nochmals in die Serie zurück.

## Filmografie
- 2011: Victorious (Fernsehserie, Episode 2x01)
- 2012: The First Time – Dein erstes Mal vergisst du nie! (The First Time)
- 2012: Bucket & Skinner (Bucket & Skinner’s Epic Adventures, Fernsehserie, Episode 1x24)
- 2012: How to Rock (Fernsehserie, 26 Episoden)
- 2013: The Bling Ring
- 2013: Kindsköpfe 2 (Grown Ups 2)
- 2014: Crisis (Fernsehserie, 10 Episoden)
- 2014: Bad Neighbors (Neighbors)
- 2014: Poker Night
- 2015: Margos Spuren (Paper Towns)
- 2015: Scouts vs. Zombies – Handbuch zur Zombie-Apokalypse (Scouts Guide to the Zombie Apocalypse)
- 2015: Gänsehaut (Goosebumps)
- 2017: People You May Know
- 2017: Wenn du stirbst, zieht dein ganzes Leben an dir vorbei, sagen sie (Before I Fall)
- 2017: You Get Me
- 2017–2022: The Orville (Fernsehserie, 17 Episoden)
- 2019: Magnum P.I. (Fernsehserie, Episode 1x12)
- 2019: The Last Summer
- 2019: Late Night
- 2019: X-Men: Dark Phoenix (Dark Phoenix)
- 2019–2021: Prodigal Son – Der Mörder in Dir (Prodigal Son, Fernsehserie, 33 Episoden)
- 2023: Daughter of the Bride
- 2023: The List

## Videospiele
- 2022: The Quarry (Rolle der Emma Mountebank)